# Sondereinsatzkräfte der Streitkräfte der Russischen Föderation
Die Sondereinsatzkräfte der Streitkräfte der Russischen Föderation, allgemein als Sondereinsatzkräfte (russisch Силы специальных операций) (kyrillisch:) ССО oder (lateinisch:) SSO bezeichnet, sind Spezialkräfte auf strategischer Ebene, die dem Kommando der Sondereinsatzkräfte (KSSO) des Generalstabs der Streitkräfte der Russischen Föderation unterstehen. Sie sind auch eine strukturelle und unabhängige Einheit der Streitkräfte.
Die ersten Einheiten der späteren Sondereinsatzkräfte wurden 2009 im Rahmen der fortlaufenden russischen Militärreform von 2008 aus der GRU ausgegliedert. Das Kommando wurde 2012 gegründet und im März 2013 vom Generalstabschef Waleri Gerassimow angekündigt. Laut Gerassimow wurden die SSO als strategisch wichtige Eliteeinheiten der KSSO konzipiert, deren Hauptaufgaben ausländische Interventionen, einschließlich der Bekämpfung der Verbreitung von Massenvernichtungswaffen, interne Verteidigungsoperationen im Ausland und die Durchführung der komplexesten Spezialoperationen und geheimen Missionen zum Schutz der Interessen der Russischen Föderation sein sollten.
Am 26. Februar 2015 erklärte Präsident Wladimir Putin den 27. Februar zum Tag der SSO, wie mehrere offizielle russische Nachrichtenagenturen berichteten (wenn auch nicht offiziell bestätigt), um die Errichtung der russischen Kontrolle über das Gebäude des Obersten Rates der Autonomen Republik Krim in Simferopol, Krim, am 27. Februar 2014 zu feiern.

## Aufgabe und Methoden
Die Sondereinsatzkräfte (SSO) sind eine ständig kampfbereite Sondereinsatztruppe des russischen Verteidigungsministeriums, die sehr mobil, gut ausgebildet und ausgerüstet ist. Die SSO ist für Spezialaufgaben konzipiert und kann sowohl im In- und Ausland eingesetzt werden. Diese Einsätze erfolgen in Friedens- wie auch in Kriegszeiten.
Das russische Verteidigungsministerium definiert den Begriff "Spezialoperation" als "Methoden und Kampfweisen, die für konventionelle Streitkräfte nicht charakteristisch sind:
- Aufklärung und Sabotage,
- Subversion und Aufwiegelung,
- Terrorismusbekämpfung,
- Sabotagebekämpfung,
- Spionageabwehr,
- Guerilla,
- Konterguerilla und
- andere Aktivitäten".[5][6]

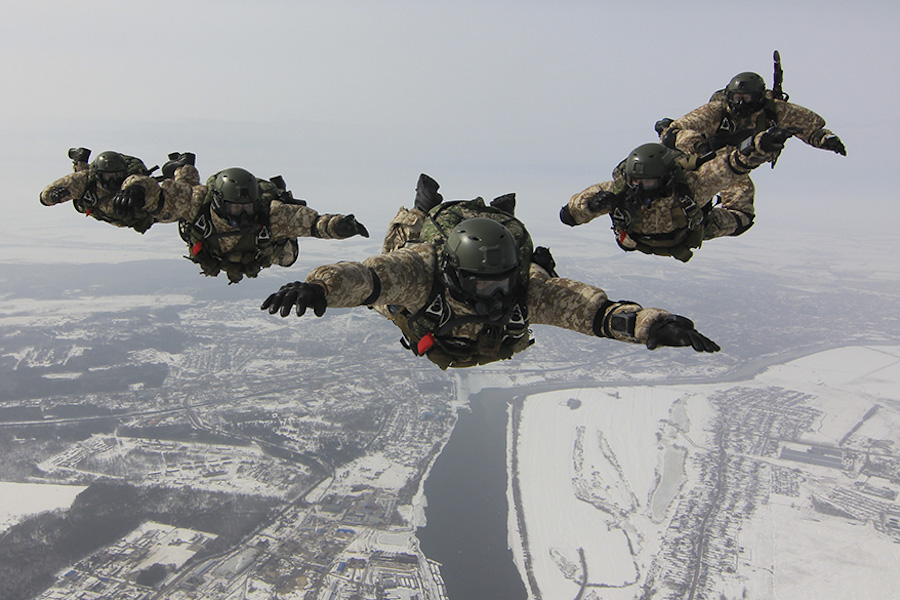
SSO Soldaten während des HALO Trainings

Die SSO waren in erster Linie in Syrien tätig. Dort führten sie die Zielerfassung für Kampfflugzeuge der russischen Luftwaffe bei Luftangriffen und für seegestützte Marschflugkörper der russischen Marine durch. Sie dienten als militärische Berater bei der Ausbildung der syrischen Regierungstruppen. Weiterhin spürten sie  kritische feindliche Objekte auf und zerstörten sie, störten feindliche Linien durch Angriffe aus dem Hinterhalt, nahmen Tötungen vor und führten Vergeltungsschläge gegen ausgewählte Gruppen von Kämpfern durch.

## Geschichte

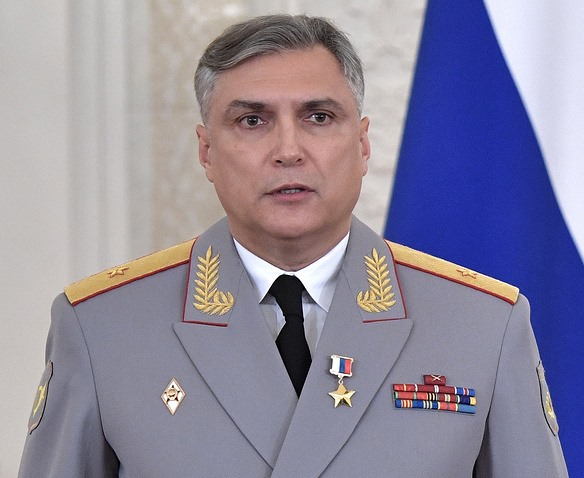
Oberst Oleg Martianow

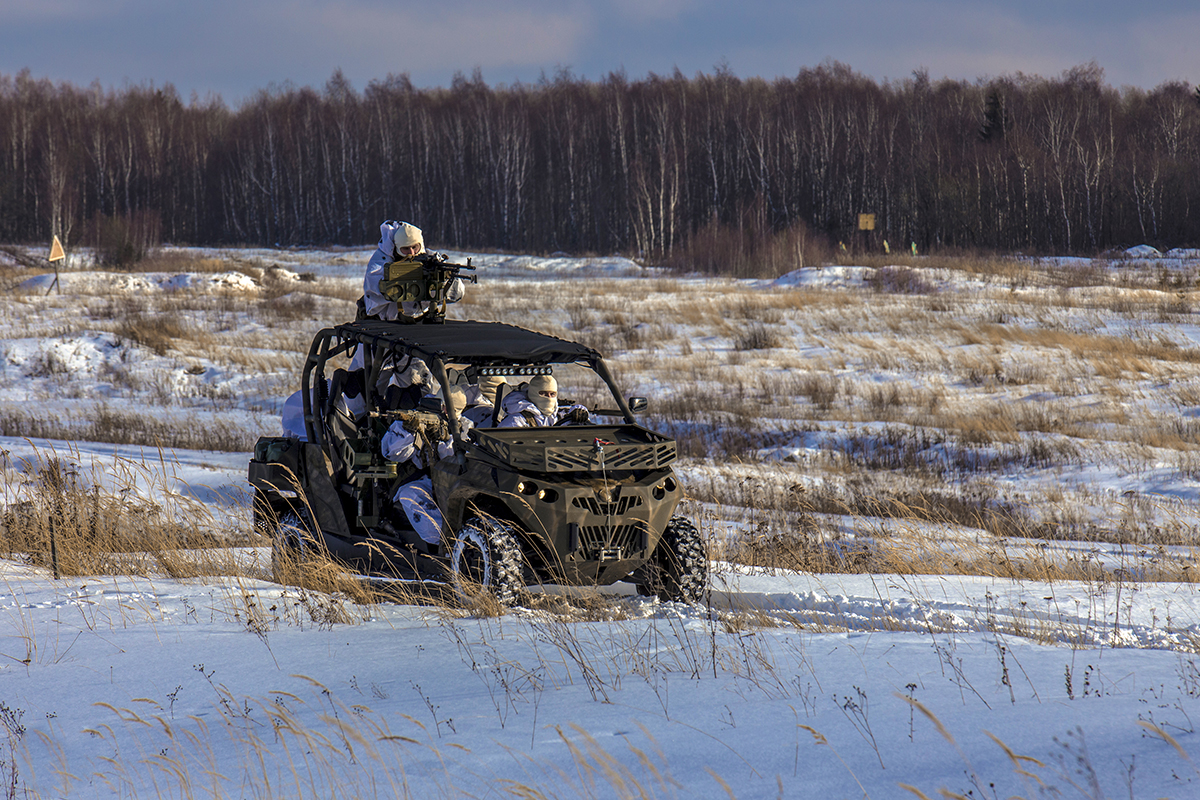
SSO Soldaten bei einer Winterübung

Im Jahr 2009 gab es eine umfassende Reform der russischen Streitkräfte. Auf der Basis der GRU-Spezialeinheit Senezh wurde eine Direktion für Sondereinsätze geschaffen. Diese war direkt dem Generalstabschef unterstellt. Die Gruppe absolvierte in der Kaukasusregion zahlreiche Einsätze und erhielt während des Einsatzes in Tschetschenien den Spitznamen podsolnukhi (Sonnenblumen). Nach einigen Berichten war Oberst Oleg Martianow einer der Gründer und erster Kommandeur der SSO von 2009 bis 2013.
Am 6. März 2013 kündigte General Waleri Gerassimow die Schaffung der Sondereinsatzkräfte an. In einer Rede vor ausländischen Militärattachés in Moskau sagte er: „Nachdem wir die Praxis der Aufstellung, der Ausbildung und des Einsatzes von Sondereinsatzkräften in den führenden Ländern der Welt geprüft haben, hat das russische Verteidigungsministerium auch mit deren Aufstellung begonnen... Es wurde ein entsprechendes Kommando geschaffen, das sich mit der Planungsarbeit beschäftigt und den Ausbildungsplan der Streitkräfte umsetzt... Es wurde bereits eine Reihe von Dokumenten ausgearbeitet, um die Richtung der Entwicklung, die Methoden der Ausbildung und den Einsatz dieser Kräfte festzulegen.“
Ende April 2013 führten Einheiten der Sondereinsatzkräfte am Elbrus-Gebirge ein Manöver durch. Bei der Übung wurde der Transport einer der SSO-Einheiten mit militärischen Transportflugzeugen und der Heeresluftfahrt sowie die Verlegung von Personal und Fracht in das Zielgebiet geübt.
Am 2. Dezember 2017 wurde ein unbenannter Berg mit einer Höhe von 3.939 Metern, der sich auf dem Sudor-Kamm im Bezirk Irafsky in der Republik Nordossetien-Alanien befindet, zum „Berg der Spezialeinheiten“ ernannt.
Laut westlicher Militärblogger sollen am 28. Juli 2024 fünf Offiziere einer per Fallschirm eingedrungenen Gruppe der Eliteeinheit Senezh bei Semeniwka durch einen Hinterhalt getötet worden sein. Die Kenntnis über den Angriff sei durch einen auf OSINT spezialisierten, privaten Dienstleister gelungen, mit dem auch Identitäten von etwa 200 weiteren SSO-Mitgliedern erlangt worden seien.

## Struktur und Organisation

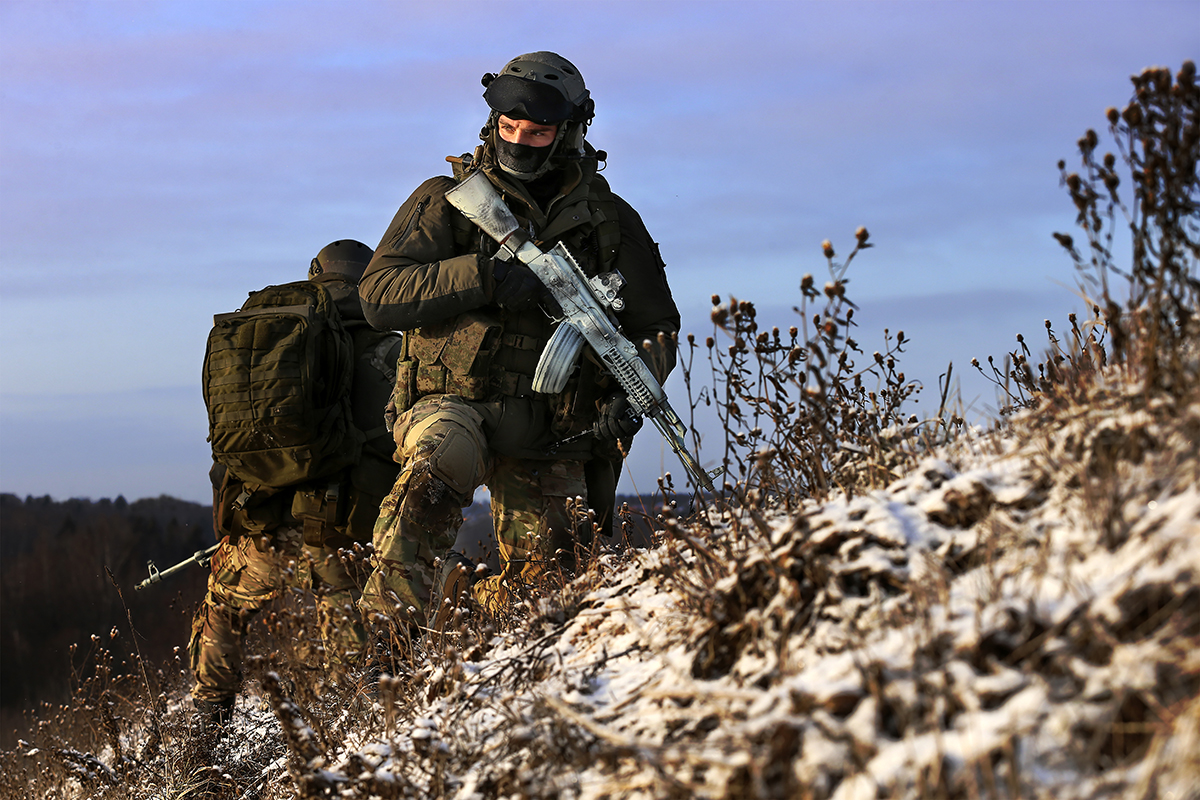
SSO Soldaten bei einer Übung

Es gibt keine offiziellen Zahlen zur Anzahl der Truppen. Analysten gehen davon aus, dass das Sondereinsatzzentrum „Senezh“ und das Hauptquartier im Sondereinsatzzentrum „Kubinka-2“ insgesamt  über eine Stärke von etwa 2.000 bis 2.500 Personen verfügt. Das Kommando verfügt über unterstützende Elemente, die Kampfunterstützungs- und Kampfdienstunterstützungsfunktionen übernehmen. Es gibt eine eigene Spezialluftfahrtbrigade, die die Kampfflugzeuge in Torschok direkt kontrolliert, und eine Staffel Iljuschin Il-76-Transportflugzeuge auf dem Militärflugplatz Migalowo in der Nähe von Twer.